# Didymos Chalkenteros
Didymos Chalkenteros (altgriechisch Δίδυμος Χαλκέντερος; * um 65 v. Chr.; † um 10 n. Chr.) war ein bedeutender griechischer Grammatiker und Lexikograph zur Zeit von Cicero und Augustus. Er lehrte in Alexandria und gilt als einer der produktivsten Schriftsteller.

## Leben und Werk
Didymos war der Sohn eines gleichnamigen Vaters. Er hing der Schule des Aristarch an und soll insgesamt 3500 bis 4000 (heute verlorene) Bücher verfasst haben, wobei freilich die zugehörige Zahl seiner (öfter mehrere Bücher umfassenden) Schriften deutlich geringer war. Deswegen erhielt er die Spottnamen Bibliolathas (d. h. „Büchervergesser“), weil er aufgrund seiner Vielschreiberei ab und zu in seinen früheren Werken gemachte Bemerkungen vergessen und diesen daher in späteren Schriften widersprochen habe, sowie Chalkenteros (d. h. „Mann mit ehernen Eingeweiden“), um seine unermüdliche Arbeit auszudrücken. Zu seinen Schülern zählten Apion und Herakleides Pontikos der Jüngere.
Umfangreiche Kommentare verfasste Didymos zu vielen namhaften klassischen griechischen Dichtern, so unter anderem zu Homer, Hesiod, Bakchylides, Pindar, zu den drei Tragikern Aischylos, Euripides und Sophokles, ferner zu Ion, Aristophanes, Phrynichos und Menander. Aristarchs textkritische Erläuterungen zu Homers Werken gab er in einer eigenen Schrift wieder, die Eingang in den Viermännerkommentar zur Ilias fand und in den erhaltenen A-Scholien noch kenntlich ist. Er gab auch Kommentare zu den attischen Rednern Demosthenes, Hypereides, Deinarchos und anderen heraus. Umfängliche Bruchstücke seines Kommentars zu Demosthenes (9–11 und 13) wurden durch den Fund des Papyrus Berol. 9780 zugänglich. Aus ihnen ist ersichtlich, dass Didymos vor allem geschichtliche Begebenheiten unter Heranziehung der Atthidographen und griechischen Universalhistoriker des 4. Jahrhunderts v. Chr. erklärte.
Mit Spracheigenheiten von Tragikern und komischen Dichtern beschäftigte sich Didymos in zwei wohl recht ausführlichen Lexika (Λέξις τραγική in mindestens 28 Büchern und Λέξις κομική). Er schrieb auch Bücher zu Problemen der Sprache und ihrer Veränderungen. Ferner war er der Autor von literaturgeschichtlichen und antiquarischen Schriften und behandelte äußerst rationalistisch mythographische Stoffe. Die Form seines Buchs Συμποσιακά, in dem er gelehrte Tischgespräche ausgestaltete, verwendeten später Plutarch und Athenaios in eigenen Werken. Eine Sprichwörtersammlung in 13 Büchern legte Didymos ebenfalls an. Sie schöpfte aus älteren derartigen Sammlungen und ging ihrerseits in jene des Zenobios ein, in der sie in Spuren greifbar ist.
Didymos war vor allem ein Kompilator, der sich bemühte, die wichtigsten Erkenntnisse aus den Spezialwerken der hellenistischen Philologen zu sammeln und ordnen und so vor dem völligen Verlust zu bewahren. Sein Ruhm und seine Nachwirkung waren in der Folgezeit sehr groß, sein Œuvre wurde von Schriftstellern aller Art ausgebeutet, es ging jedoch in seiner ursprünglichen Gestalt in der späteren römischen Kaiserzeit verloren, weil es durch noch kürzere Kompilationen ersetzt wurde. Außer dem erwähnten Papyrusfund blieben nur geringe Reste unter anderem bei Athenaios sowie antiken Scholien und Lexika erhalten.

## Ausgaben und Übersetzungen
- Federica Benuzzi: Didymus Alexandrinus. The fragments of the commentaries on comedy (= Supplementum grammaticum graecum. Band 8). Brill, Leiden/Boston 2023, ISBN 978-90-04-68457-7.
- Bruce Karl Braswell: Didymos of Alexandria. Commentary on Pindar (= Schweizerische Beiträge zur Altertumswissenschaft. Band 41). 2., überarbeitete Auflage. Schwabe, Basel 2017.
- Montana Fausto: Didimo Calcentero fra Alessandria e Roma. (= Pleiadi, 30). Edizioni di Storia e Letteratura, Rom 2024, ISBN 9788893599443.
- Phillip Harding (Hrsg.): Didymos on Demosthenes. Clarendon Press, Oxford 2006, ISBN 978-0-19-928359-0 (griechischer Text mit englischer Übersetzung und Kommentar).
- Lionel Pearson, Susan Stephens (Hrsg.): Didymi in Demosthenem commenta. Teubner, Stuttgart 1983, ISBN 3-519-01269-3 (kritische Edition).
- Lichtdrucke des Didymospapyros: vier Tafeln. Hrsg. von der Generalverwaltung der Königlichen Museen. Weidmann, Berlin 1904